# جزیره شاتر (فیلم)
جزیره شاتر (به انگلیسی: Shutter Island) یک فیلم نئو-نوآر و تریلر روان‌شناختی، به کارگردانی مارتین اسکورسیزی و محصول سال ۲۰۱۰ ایالت متحده آمریکا است. فیلم‌نامه این فیلم توسط لایاتا کالوگریدیس بر اساس رمانی به همین نام نوشته دنیس لهان به رشته تحریر درآمده است. در این فیلم لئوناردو دی کاپریو همانند سه فیلم قبلی اسکورسیزی یعنی دار و دسته‌های نیویورکی، هوانورد و رفتگان در نقش اصلی حضور دارد.
این فیلم محصول کمپانی پارامونت و کلمبیا است و برخلاف سه فیلم قبلی این کارگردان چیره‌دست با بازیگر ثابتش دی‌کاپریو، که مضامین گوناگونی چون جنایی، مافیایی، تاریخی و بیوگرافی را تجربه کرده‌بودند این بار فیلم جدیدشان، جنبه‌ای هیجانی-دلهره‌آور و تاحدودی ترسناک دارد.

## داستان
در سال ۱۹۵۴ دو مارشال ایالات متحده، تِدی دانیلز (لئوناردو دی‌کاپریو) و همکار جدیدش چاک ایول (مارک رافالو)، برای بررسی فرار یک بیمار روانی خطرناک، راشل سولاندو (امیلی مورتیمر)، از بیمارستانی در «جزیره شاتر» در نزدیکی بوستون با کشتی به این جزیره مسافرت می‌کنند. در هنگام ورود به این جزیره، تِدی با رفتارهای ناخوشایندی از طرف پلیس مستقر در جزیره روبرو می‌شود. تِدی همسر خود را در یک آتش‌سوزی عمدی که توسط یک مجرم روانی بنام «اندرو لیدیس» (که او هم در همین جزیره نگهداری می‌شود) از دست داده‌است. رفتارهای غیرعادی توسط رئیس بیمارستان روانی، دکتر جان کاولی (بن کینگزلی)، ادامه می‌یابد. در ادامه، او احساس می‌کند که همه افراد داخل جزیره به نحوی در یک بازی (که صرفاً برای وی طراحی شده‌است!) بازی می‌کنند. رفتارهای غیرعادی به همراه هوای طوفانی جزیره باعث می‌شود تا  بیماری میگرن تِدی اوج بگیرد و در حین سردردهای مزمن میگرنی، تصاویر مربوط به  آزادسازی اردوگاه داخائو و کشتار محافظان آلمانی آن (به دست وی و سایر نیروهای آمریکایی همرزمش) در ذهنش نقش می‌بندند. او همچنین تصاویر محو و وهم آلودی از همسرش مشاهده می‌کند که به وی می‌گوید سولاندو و همچنین لیدیس همچنان در جزیره می‌باشند و از وی می‌خواهد که به جستجویش ادامه دهد.
تدی و چاک متوجه می‌شوند که سولاندو بدون هیچ توضیحی پیدا شده‌است، و باعث می‌شود تا تدی وارد بند C شوند. تدی با جورج نویس، بیماری در یک سلول انفرادی روبرو می‌شود که ادعا می‌کند پزشکان در حال آزمایش روی بیماران هستند و برخی از آن‌ها برای عمل لوبوتومی به فانوس دریایی منتقل می‌شوند. نویس به او هشدار می‌دهد که همه افراد جزیره، از جمله چاک، در حال انجام دسیسه‌ای پیچیده هستند که برای تدی طراحی شده‌است.
تدی دوباره با چاک روبرو می‌شود و هردو از سمت صخره‌ها به سوی فانوس دریایی می‌روند. آن‌ها از هم جدا می‌شوند اما کمی بعد تدی چاک را درحالی‌که روی صخره‌ها افتاده‌است می‌بیند. اما هنگامی‌که او از صخره‌ها پایین می‌رود، اثری از او نیست. در این حین او غاری را پیدا می‌کند که در آن یک زن پنهان شده و ادعا می‌کند که راشل سولاندوی واقعی است. او ادعا می‌کند سابقاَ روان‌پزشک یک تیمارستان بوده‌است و مشغول تحقیق برروی آزمایشاتی مربوط به داروهای روانگردان و لوبوتومی جهت کشف تکنیک‌های کنترل ذهن بوده‌است. اما قبل از اینکه بتواند یافته‌های خود را به مقامات گزارش دهد، او را به عنوان یک بیمار در اشکلیف زندانی کردند. تدی به بیمارستان برمی‌گردد، اما هیچ مدرکی مبنی بر حضور چاک در آنجا پیدا نمی‌کند.
تدی که حالا مطمئن است که چاک را به فانوس دریایی برده‌اند، تصمیم می‌گیرد تا وارد فانوس شود، اما وقتی وارد آنجا می‌شود، متوجه می‌شود که کاولی از قبل منتظر او بوده‌است. کاولی توضیح می‌دهد که تدی در واقع همان اندرو لیدیس، «خطرناک‌ترین بیمار» آن‌ها است که به دلیل قتل همسر افسرده و دیوانهٔ خود دولورس که فرزندانشان را غرق کرده بود، در بند C زندانی شده‌است. ادوارد دانیلز و راشل سولاندو در واقع واروواژه های اندرو لیدیس و دولورس چانال هستند و دختر کوچکی که لیدیس در رویاهایش مکرراً می‌دید در واقع دخترش راشل است. کاولی همچنین فاش می‌کند که اندرو بود که دو هفته پیش به جورج نویس حمله کرده بود چون که او را لیدیس خطاب کرده بود. به گفته کاولی، حوادث چند روز گذشته برای درمان جنون ناشی از توطئه اندرو طراحی شده‌است تا بتواند نقش تدی دنیلز را بازی کند. کارکنان تیمارستان همه بخشی از این آزمایش بودند، از جمله لستر شین که در نقش چاک ایول و یک پرستار که در نقش راشل سولاندو ظاهر شده‌است. میگرن اندرو و توهمات او از «راشل سولاندوی واقعی» در واقع ناشی از علائم ترک دارو بود. اندرو که غرق در خاطراتی که اتفاق افتاده‌است شده، بیهوش می‌شود.
او در تیمارستانی زیر نظر کاولی، شین، زندانبان و پرستاری که نقش راشل سولاندو را بازی می‌کرد به هوش می‌آید. وقتی از او سؤال می‌شود، تمام حقیقت را به صورت معقول بازگو می‌کند و باعث رضایت پزشکان می‌شود. کاولی خاطرنشان می‌کند که آن‌ها ۹ ماه قبل نیز به این حالت رسیده بودند، اما اندرو پس رفت کرد. او هشدار می‌دهد که این آخرین فرصت اندرو خواهد بود. در غیر این‌صورت، آن‌ها مجبورند که او را لوبوتومی کنند.
مدتی بعد، اندرو در محوطهٔ تیمارستان با شین مشغول گفت‌وگو است، اما دوباره او را "چاک" صدا می‌زند و می‌گوید که آن‌ها باید جزیره را ترک کنند. شین سرش را به نشانهٔ عدم موفقیت تکان می‌دهد و کاولی چیزی را به‌طور نامفهوم به ناهرینگ و زندانبان می‌گوید و سپس زندانبان به خدمتکاران اشاره می‌کند تا اندرو را برای عمل لوبوتومی ببرند. اندرو قبل از اینکه برود از شین می‌پرسد که آیا " زندگی کردن به‌عنوان یک هیولا بدتر است یا مردن به‌عنوان یک انسان خوب؟" شین مات و مبهوت اندرو را "تدی" صدا می‌زند اما به اسم تدی واکنشی نشان نمی‌دهد و مشخص می‌شود که او هنوز اندرو است و با خواست خودش می‌خواهد که لوبوتومی شود. درحالی‌که اندرو در حال رفتن برای انجام عمل لوبوتومی است، دوربین فانوس دریایی را نشان می‌دهد.

## بازیگران
- لئوناردو دی کاپریو در نقش تدی دانیلز
- مارک رافالو در نقش چاک ایول
- بن کینگزلی در نقش دکتر جان کولی
- میشل ویلیامز در نقش همسر دنیل
- امیلی مورتیمر در نقش ریچل سولاندو

## اکران
در ابتدا اعلام شد که جزیره شاتر در ۲ اکتبر ۲۰۰۹ اکران می‌شود. اما بعد از مدتی پارامونت پیکچرز رسماً اعلام کرد که اکران فیلم به ۱۹ فوریه ۲۰۱۰ خواهد افتاد. در خود وبگاه رسمی فیلم نیز، این امر تأیید شده‌است.
در واقع زمان اکران این فیلم با فیلم یک مرد جدی عوض شد.
با این به تعویق افتادنِ اکران فیلم و موکول شدن آن به سال بعد، فیلم شانس خود را در مراسم اسکار ۲۰۰۹ از دست داد!
در حالی که گمانه زنی‌های بسیاری می‌شد که این همکاری اسکورسیزی با دی‌کاپریو نیز، همچون سه کار قبلی‌شان، یکی از شانس‌های مسلم کاندیداتوری برای اسکار، در رشته‌های مختلف به خصوص «بهترین فیلم»، «کارگردانی» و «بازیگر نقش اول مرد» باشد.

## دوبله و پخش در ایران
جزیره شاتر در ایران، توسط صدا و سیمای جمهوری اسلامی ایران، با مدیریت دوبلاژ ایرج سنجری دوبله و پخش شد. صداپیشگان نقش‌های اصلی عبارتند از:
- افشین زی نوری.......... تدی (لئوناردو دی کاپریو)
- منوچهر والی زاده.......... چاک (مارک روفالو)
- ناصر طهماسب.......... پروفسور (بن کینگزلی)
- مریم رادپور .......... دلورس (میشل ویلیامز)